# Coraia
Coraia is een geslacht van kevers uit de familie bladkevers (Chrysomelidae).
De wetenschappelijke naam van het geslacht werd in 1865 gepubliceerd door Clark.

## Soorten
- Coraia apicicornis Jacoby, 1892
- Coraia clarki Jacoby, 1886
- Coraia maculicollis Clark, 1865
- Coraia subeyanescens (Schaffer, 1906)